# Emmanuel Priou
Pour les articles homonymes, voir Priou.
Emmanuel Priou est un producteur de film français. Cofondateur de la société de production Bonne Pioche en 1993, il a gagné un Oscar du meilleur film documentaire en 2006 en tant que producteur de La Marche de l'empereur.